# Кратки прегибач малог прста
Кратки прегибач малог прста стопала је мали мишић који се налази у табану.  Овај мишић потиче од хомологије између одређених мишића шаке и стопала, дефинисане њиховим заједничким обрасцем припоја и функција.

## Анатомија
Како се плантарни мишићи стопала могу класификовати у три групе (медијално до бочно) или четири слоја (од површинског до дубоког), овај мишић се може описати као;
- један од спољаних  мишића табана, заједно са одводиоцем малог прста и супротставњачем малог прста.

- део мишића трећег слоја, заједно са прегибачем малог прсра и прибводиоцем палца.

- један од мишића одговорних за савијање ножних прстију.

### Инервација
Као и сви спољашњи мишићи стопала, кратки прегибач малог прста је инервисан спољашњим плантарним нервом (С2-С3), који је грана тибијалног нерва.

### Снабдевање крвљу
Постоје три главна крвна суда која снабдевају кратки прегибач малог прста:
- предња тибијална артерија, преко њене две гране; лучне и латералне тарзалне артерије
- задња тибијална артерија, преко латералне плантарне артерије

## Функција
Кратки прегибач малог прста изазива флексију преко 5. метатарзофалангеалног зглоба. Радећи ово, мишић пружа структурну подршку за одржавање бочног уздужног свода стопала, што је важно за ношење тежине тела током периода дугог стајања.